# ابن المكوي
أبو عمر أحمد بن عبد الملك بن هاشم الإشبيلي المعروف ابن المكوي، فيه مالكي من أهل الأندلس.
تفقه ابن المكوي على إسحاق بن إبراهيم الفقيه. وقد برع، وفاق الأقران، وانتهت إليه معرفة المذهب المالكي وغوامضه مع الصلابة في الدين، والبعد عن الهوى، والإنصاف في النظر. صنف هو والعلامة أبو بكر المعيطي معا كتاب الاستيعاب في المذهب ، في مائة جزء، لصاحب الأندلس المستنصر، فسر بذلك، ووصلهما بمبلغ، وقدمهما للشورى. تفقه على ابن المكوي أبو عمر بن عبد البر، وأخذ عنه المدونة.

## وفاته
مات فجأة في شهر جمادى الأولى سنة 401 هـ عن سبع وسبعين سنة، وكانت جنازته مشهودة.